# 朱塞佩·萨拉盖特
朱塞佩·萨拉盖特（Giuseppe Saragat，義大利語發音：[ʤuˈzɛppe ˈsaːraɡat] 1898年9月19日—1988年6月11日），意大利民主社会党领导人，政治家，是第五任意大利共和国总统（1964年到1971年）。他是一个改革派的社会主义者，曾长期任意大利民主社会党书记。
萨拉盖特出生于都灵，父母来自于撒丁岛。毕业于都灵大学经济系，获经济学博士学位。第一次世界大战期间当过炮兵军官，后在银行界供职，1922年加入意大利社会党，属于党内改良派，是菲利普·屠拉梯的得力助手，任都灵支部的书记。
1926年流亡奥地利维也纳，担任《自由》报记者，1928年因经济拮据转往巴黎，1930年在意大利团结党和社会党合并大会上当选团结社会党领导机构成员。他主张加强和意大利共产党之间的合作，认为尽管双方有重大分歧，但离开共产党就不可能取得反法西斯战争的胜利。1943年贝尼托·墨索里尼政府垮台后回国参加重建社会党的工作，在罗马任《前进报》社长，并同亚历山德罗·佩尔蒂尼、彼得罗·南尼一起领导意大利团结社会党，次年任社会党执行委员会委员。
1944年被本国法西斯分子逮捕，4个月后被游击队救出，在伊万诺埃·博诺米政府任不管部部长。1945年任驻法大使，1946年任制宪议会议长。1947年1月因反对社会党的左翼和共产党合并，退出社会党另建意大利工人社会党。在阿尔契德·加斯贝利天民党政府担任副总理，1951年工人社会党与另一个从社会党分裂出来的统一社会党合并为社会民主党，后任党的主席。1953年—1957年再次担任副总理，因反对政府对北大西洋公约组织的立场而辞职。
1959年到1960年萨拉盖特担任外交部长，1963年发动反对核电站的运动，同年再度出任外交部长，1964年在总统选举第二十一轮投票中，当选意大利总统，7年任期结束后被任命为终身参议员，1975年再次担任社会民主党主席，1976年任该党总书记，1988年6月11日在罗马去世。
他是一个无神论者。